# Éliane Lejeune-Bonnier
Éliane Lejeune-Bonnier est une organiste, compositrice et pédagogue française née le 17 juillet 1921 à Sartrouville (Seine-et-Oise) et morte le 16 mars 2015 à Ennery (Val-d'Oise). 

## Biographie
Éliane Roberte Christiane Lejeune naît le 17 juillet 1921 à Sartrouville,, au sein d'une famille de musiciens : son père est violoncelliste, copiste à l'Opéra de Paris, et sa mère, contrebassiste.   
À treize ans, elle entre à la Schola Cantorum de Paris et suit les cours de piano et d'harmonie de Cécile Gauthier. Par la suite, elle s'inscrit à l'école César-Franck et accole le nom Bonnier — nom de jeune fille de sa mère — à son nom de jeune fille, Lejeune, pour se distinguer du violoniste et professeur Nestor Lejeune. Elle a seize ans et complète son éducation musicale auprès de Berthe Duranton et Marie Hélène Bonnet pour le piano, Albert Bertelin pour l'harmonie, le contrepoint et la fugue, Marcel Labey pour la direction d'orchestre et la musique de chambre, et Guy de Lioncourt pour la composition.   
À dix-huit ans, elle se consacre à l'orgue, qu'elle étudie avec Abel Decaux, le « Schoenberg français ».   
Entre 1945 et 1950, Éliane Lejeune-Bonnier est professeure d'orgue et de solfège à l'école César-Franck et professeure d'enseignement musical dans les écoles de la ville de Paris.   
En 1947, elle compose un quatuor à cordes, créé en 1951 à la salle Debussy-Pleyel et joué en 1953 à la salle Gaveau par le quatuor Lefèvre. Elle travaille avec Marcel Dupré et se perfectionne au Conservatoire de Paris, obtenant en 1955 un premier prix d'orgue et d'improvisation dans la classe de Rolande Falcinelli.            
Entre 1954 et 1961, elle est titulaire de l'orgue de chœur de Saint-Sulpice.             
En 1958, Éliane Lejeune-Bonnier crée une classe d'orgue au Conservatoire du Mans, et tient pendant huit ans le poste d'organiste de la cathédrale locale. Elle devient également suppléante de Bernard Gavoty aux grandes orgues des Invalides et poursuit une carrière remarquée d'organiste soliste, notamment à l'ORTF, qu'elle interrompt en 1969 pour raisons de santé. À cette date, elle revient dans sa maison natale de Sartrouville et se consacre plus particulièrement à la composition.                        
En 1976, son Thème et Variations pour alto et piano est primé par la Sacem. En 1977, Les Paradoxes pour piano se distingue par son usage des clusters. En 1979, Ricercare in Memoriam Marcel Dupré pour orgue est écrit sur les lettres du nom du maître.                        
Esthétiquement, l'œuvre de Lejeune-Bonnier, par son attachement à la tonalité et à la modalité, par son traitement mélodique et harmonique, s'inscrit dans la lignée de Gabriel Fauré et de César Franck, transmise par ses maîtres. Nombre de ses partitions font partie du fonds Kantuser de la médiathèque du Conservatoire de Paris.                        
Elle meurt à Ennery, dans le Val-d'Oise, le 16 mars 2015, et est inhumée au cimetière du Père-Lachaise,.

## Œuvres
Parmi ses compositions, figurent notamment :
- Arabesco, pour quatre accordéons et quatre clarinettes, 1953
- Diptyque, pour alto et piano
- Divertissement dans le style Comedia dell'Arte, pour alto, violoncelle et clavecin
- Sonatine pour flûte et piano
- Sept mélodies françaises (Gounod, Berlioz, Poulenc, Delibes), transcription pour chœur à trois voix mixtes
- La Corbeille des Heures, chœur a cappella pour quatre voix mixtes (1951, remanié en 1980), prix Vercelli-Viotti[8]

Pour instrument seul :
- Légendes, pour guitare
- Structures, pour clarinette
- Triade, pour trompette

Autres :
- Trio-Rhapsodie, pour flûte, alto et violoncelle
- Miniatures, suite pour hautbois et orgue ou piano, créées à la salle Cortot en 1982
- Chemin de Croix, sur un texte de Paul Claudel, commande de la ville de Ploërmel en 1985, avec grand orgue, orchestré plus tard pour orgue, chœur et orchestre
- Dédicace, pour deux trompes de chasse, orgue et quatuor, créé en 1990 en la cathédrale du Mans
- Légende d'Éole, sur un texte d'Homère, pour récitant, flûtes à bec, vibraphone et percussions, 1994
- L'Étoile du Cavalier, opéra pour voix d'enfants et petit orchestre, inspiré par le jeu d'échecs